# Rachel Hilson
Rachel Naomi Hilson (Baltimora, 30 ottobre 1995) è un'attrice statunitense, nota per il ruolo di Mia nella serie Disney+ Love, Victor.

## Biografia
Rachel Naomi Hilson è nata e cresciuta a Baltimora, in Maryland. Sin da piccola si appassiona alla recitazione e a 10 anni, tramite un agente, partecipa a primi casting. Dopo essersi diplomata alla Baltimore School for the Arts, si trasferisce a New York dove, alla New York University, comincia a studiare teatro e politica.
Il primo ruolo televisivo lo ottiene nel 2010, quando interpreta Nisa Dalmar nella serie CBS The Good Wife mentre il debutto cinematografico è del 2017 nel film Kings. Nel 2019 invece, ottiene il ruolo di Beth Clarke nella serie di grandissimo successo This Is Us.
Il primo ruolo da protagonista però, arriva solo nel 2020 quando interpreta Mia, interesse amoroso iniziale di Victor, nella serie Disney+ Love, Victor. Nel 2021 viene confermata la sua partecipazione alla seconda stagione della serie.
Sempre nel 2021 è nel cast principale della decima stagione di American Horror Story, in particolare è apparsa all'interno della seconda parte della stagione.

## Filmografia

### Cinema
- Cass, regia di Hugh Schulze (2013)
- Kings, regia di Deniz Gamze Ergüven (2017)
- Rosso, bianco & sangue blu (Red, White & Royal Blue), regia di Matthew Lopez (2023)

### Televisione
- The Good Wife - serie TV, 7 episodi (2010-2014)
- Royal Pains - serie TV, episodio 4x14 (2012)
- Elementary - serie TV, episodio 3x10 (2015)
- The Slap - miniserie TV, 1 puntata (2015)
- Nurse Jackie - Terapia d'urto (Nurse Jackie) - serie TV, episodio 7x10 (2015)
- The Affair - Una relazione pericolosa (The Affair) - serie TV, episodio 2x08 (2015)
- Madam Secretary - serie TV, episodio 2x17 (2016)
- The Americans - serie TV, episodio 5x13 (2017)
- Law & Order - Unità vittime speciali (Law & Order - Special Victims Unit) - serie TV, episodio 19x21 (2018)
- Rise - serie TV, 10 episodi (2018)
- Fosse/Verdon - miniserie TV, 1 puntata (2019)
- First Wives Club - serie TV, episodio 1x04 (2019)
- High Maintenance - serie TV, episodio 4x04 (2020)
- This Is Us - serie TV, 13 episodi (2019-2022)
- Love, Victor - serie TV, 28 episodi (2020-2022)
- American Horror Story - serie TV, 4 episodi (2021)
- In the Vault - serie TV, 8 episodi (2022)
- Winning Time - L'ascesa della dinastia dei Lakers (Winning Time: The Rise of the Lakers Dynasty) – serie TV, episodi 1x02-1x04-1x06 (2022)
- Duster – serie TV (2025)

### Cortometraggi
- Night, regia di Joosje Duk (2017)
- As They Slept, regia di Haroula Rose (2019)

## Doppiatrici italiane
Nelle versioni in italiano delle opere in cui ha recitato, Rachel Hilson è stata doppiata da:
- Sara Labidi in Love, Victor, American Horror Story
- Lucrezia Marricchi in The Affair - Una relazione pericolosa
- Federica Russello in Winning Time: L'Ascesa della dinastia dei Lakers
- Eva Padoan in Rosso, bianco & sangue blu
- Agnese Marteddu in This Is Us (st. 2-3)
- Gianna Gesualdo in This Is Us (st. 4-5)